# NGC 5641
NGC 5641 is een balkspiraalstelsel in het sterrenbeeld Ossenhoeder. Het hemelobject werd op 4 juni 1880 ontdekt door de Franse astronoom Édouard Jean-Marie Stephan.

## Synoniemen
- UGC 9300
- MCG 5-34-55
- ZWG 163.63
- IRAS 14270+2902
- PGC 51758